# Jesús Diego Cota
Jesús Diego Cota (Madrid, 28 de juliol de 1967) és un futbolista madrileny, ja retirat, que jugava de defensa.

## Trajectòria
Cota és un dels jugadors més destacats del Rayo Vallecano en la dècada dels 90. Al club madrileny hi va militar durant tota la seua carrera, sent el capità en bona part dels centenars de partits amb la franja-roja.
Provinent de les categories inferiors rayistes, Cota aplega al primer equip el 1987. Pujarà i debutarà en Primera Divisió a la 1989/90, en la qual ja va jugar 24 partits, tot i que el seu equip retornaria a la categoria d'argent.
Els madrilenys recuperen la categoria el 1992, i a la 1993/94, Cota es consolida a l'onze titular, jugant 35 partits. Des d'eixe moment, i fins a la 1999/00, superaria la trentena de partits a cada temporada, tant a Primera com a Segona Divisió.
Es perd tota la 2000/01, i a la següent es retiraria després d'haver disputat només set partits. En total, més de quinze anys sota la disciplina rayista que donen per a quasi 200 partits en Primera.